# Rawaki
Rawaki (englisch Rawaki Island, früher Phoenix-Insel) ist die östlichste und mit 1,2 × 0,8 km auch die zweitkleinste Koralleninsel innerhalb der Gruppe der kiribatischen Phoenixinseln. Sie liegt im zentralen Pazifischen Ozean, etwa 410 km südlich des Äquator und 90 km östlich von Birnie.
Rawaki wurde am 23. Februar 1824 von John Palmer, dem Kapitän des britischen Walfangschiffs Phoenix aus London, entdeckt. Es ist ein unbewohntes gehobenes Atoll mit dem stark salzhaltigen Rest einer kleinen Lagune, die vom Meer vollständig getrennt ist.